# Royal Crescent

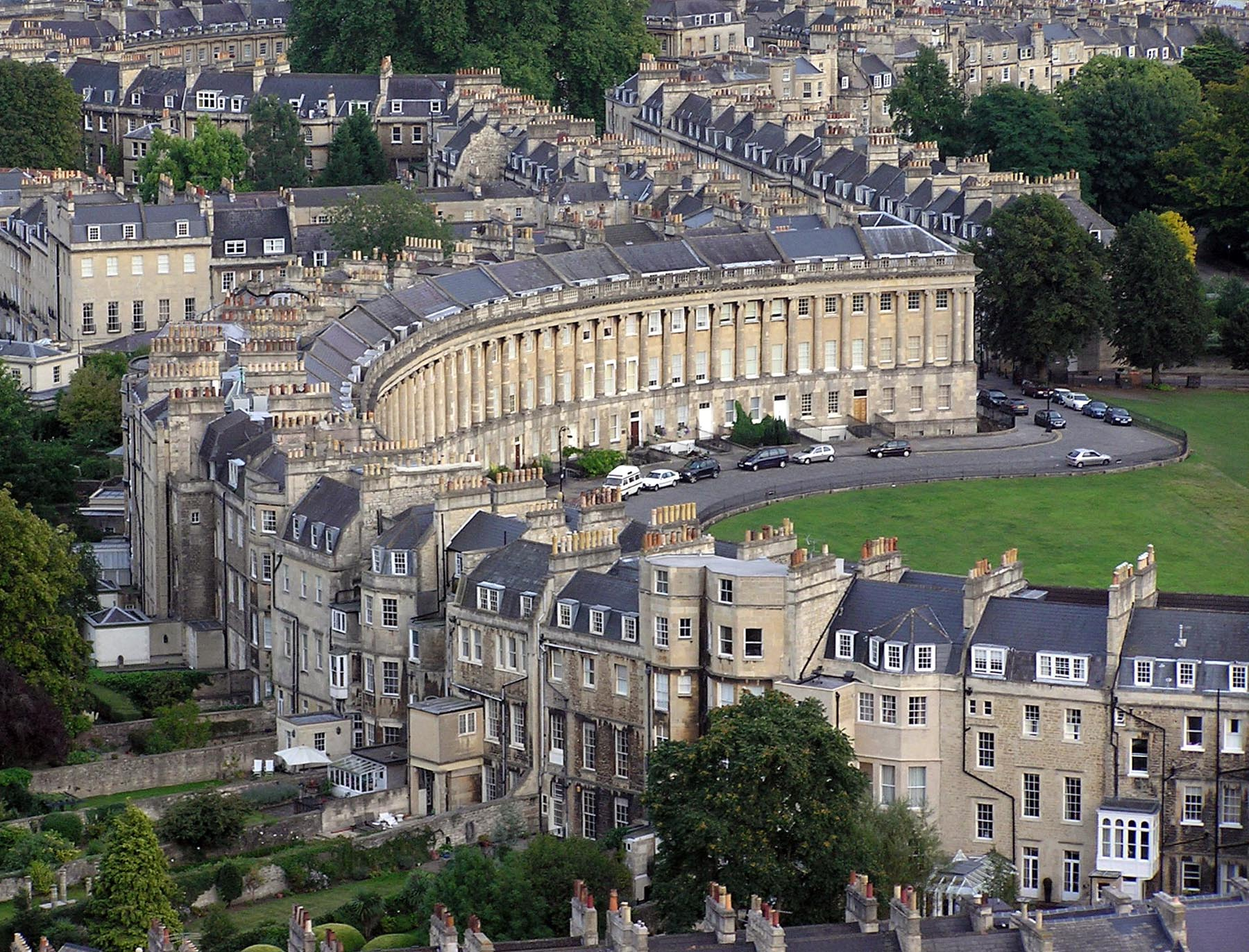
Il Royal Crescent, visto da un pallone aerostatico. È interessante notare la singolare composizione tra l’ordinata facciata concava sulla piazza e gli edifici liberamente accostati sul retro.

Il Royal Crescent è un importante complesso residenziale, composto da 30 unità abitative a schiera disposte secondo una mezzaluna (in lingua inglese: crescent), nella città di Bath, Regno Unito. Esso fu ideato e progettato da John Wood il Giovane e costruito fra il 1767 e il 1774. È il più importante esempio di architettura georgiana che si può incontrare nel Regno Unito ed è inserito nell'elenco "Listed Buildings", un elenco di prestigiosi edifici protetti dallo Stato, con classificazione grade I.

## Simbologia
Insieme a suo padre, John Wood il Vecchio, John Wood il Giovane si interessava di occulto e di simboli massonici; forse la creazione del Royal Crescent e del vicino Circus di Bath (in origine chiamato "King's Circus") rappresenta il desiderio di realizzare in larga scala un simbolo massonico: dall'alto questo complesso appare infatti come un grande cerchio con una mezzaluna, a formare il simbolo massonico soleil-lune, cioè il Sole e la Luna.

## Destinazione d'uso
Le case del Crescent appartengono a diversi proprietari — la maggior parte sono private, ma una sostanziale minoranza è controllata da un'associazione immobiliare - molte di queste case sono state divise in più appartamenti.
Il Numero 1 del Royal Crescent è un museo, tenuto dalla Bath Preservation Trust, che illustra come i ricchi proprietari dell'epoca abbiano arredato nel tempo una casa-tipo.
Il Royal Crescent Hotel occupa le unità centrali del Crescent, ovvero i numeri 15 e 16.
Il Royal Victoria Park di fronte al Crescent è una piattaforma usata per il lancio di piccole mongolfiere. I lanci avvengono in estate, di solito nel primo mattino o nel tardo pomeriggio.
La strada è uno dei segni distintivi più conosciuti della Bath georgiana e per molti anni i residenti hanno dovuto sopportare il passaggio di numerosi bus turistici, soprattutto nel periodo estivo. Negli ultimi anni la strada è stata chiusa agli autobus ed alle carrozze.